# Transtorno do processamento auditivo central
Transtorno do processamento auditivo central (TPAC) é um transtorno do neurodesenvolvimento que afeta como o cérebro processa os sons. Indivíduos com TPAC geralmente têm a estrutura e a função normais do ouvido, mas não conseguem processar as informações auditivas da mesma forma que outras pessoas, levando a dificuldades em reconhecer e interpretar sons, especialmente aqueles que compõem a fala. Acredita-se que essas dificuldades surjam devido a disfunções no sistema nervoso central.
A Academia Americana de Audiologia observa que o TPAC é diagnosticado com base em dificuldades em um ou mais processamentos auditivos que refletem a função do sistema nervoso auditivo central. Ele pode afetar tanto crianças quanto adultos. Embora a prevalência exata seja atualmente desconhecida, estima-se que o transtorno impacte entre 2% e 7% das crianças nas populações dos EUA e do Reino Unido. Os homens têm o dobro de chance de serem afetados pelo transtorno em comparação com as mulheres.
Em 2005, a American Speech–Language–Hearing Association (ASHA) publicou "Transtornos do Processamento Auditivo Central" como uma atualização da publicação de 1996, "Processamento Auditivo Central: Situação Atual da Pesquisa e Implicações para a Prática Clínica". A American Academy of Audiology também lançou diretrizes mais atuais sobre a prática relacionada a esse transtorno. A ASHA define formalmente o Transtorno do Processamento Auditivo Central (TPAC) como uma dificuldade na eficiência e na eficácia com que o sistema nervoso central (SNC) utiliza as informações auditivas.
Em 2018, a British Society of Audiology publicou um comunicado de posição e orientação prática sobre o transtorno do processamento auditivo e atualizou sua definição de TPAC. Segundo a sociedade, o TPAC refere-se à incapacidade de processar sons da fala e sons não relacionados à fala.
O transtorno do processamento auditivo pode ser tanto de origem desenvolvimental quanto adquirido. Ele pode resultar de infecções no ouvido, lesões na cabeça ou atrasos neurodesenvolvimentais que afetam o processamento das informações auditivas. Isso pode incluir problemas com: localização e lateralização sonora (veja também fusão binaural); discriminação auditiva; reconhecimento de padrões auditivos; aspectos temporais da audição, como integração temporal, discriminação temporal (por exemplo, detecção de intervalos temporais), ordenação temporal e mascaramento temporal; desempenho auditivo em sinais acústicos concorrentes (incluindo audição dicótica); e desempenho auditivo com sinais acústicos degradados.
O Comitê de Profissionais Médicos do Reino Unido, que coordena o Programa de Pesquisa do Transtorno do Processamento Auditivo, desenvolveu uma definição funcional para o transtorno como resultante de uma função neural prejudicada, sendo caracterizado por reconhecimento, discriminação, separação, agrupamento, localização ou ordenação deficientes de sons da fala. Não resulta apenas de um déficit na atenção geral, linguagem ou outros processos cognitivos.

### Sinais e sintomas
Indivíduos com esse transtorno podem apresentar os seguintes sinais e sintomas:
- Falar mais alto ou mais baixo do que seria apropriado para a situação;
- Dificuldade em lembrar listas ou sequências;
- Necessidade de que palavras ou frases sejam repetidas;
- Capacidade prejudicada de memorizar informações aprendidas por meio da escuta;
- Interpretar as palavras de forma muito literal;
- Necessidade de ajuda para ouvir claramente em ambientes barulhentos;
- Dependência de estratégias de acomodação e modificação;
- Procurar ou pedir um espaço de trabalho silencioso, longe de outras pessoas;
- Solicitar material escrito ao participar de apresentações orais;
- Pedir que as instruções sejam dadas passo a passo.

Esses sinais podem variar de pessoa para pessoa, dependendo da gravidade do transtorno.